# Acanthopeltastes strandi
Acanthopeltastes strandi är en tvåvingeart som först beskrevs av Oswald Duda 1930.  Acanthopeltastes strandi ingår i släktet Acanthopeltastes och familjen fritflugor. Inga underarter finns listade i Catalogue of Life.